# 아가페노르
아가페노르(그리스어: Ἀγαπήνωρ)는 그리스 신화 트로이 전쟁에서 아카르디아 군의 지도자였다.
그는 아르카디아의 안카이오스의 아들로 아카르디아의 왕이었다.  예전에 헬레네의 구혼자 중에 한 사람으로 꼽히며 트로이 전쟁에서는 60척의 선단을 이끌고 아가멤논과 함께 트로이 원정에 참가했다. 그는 또한 트로이 목마에 타고 있었던 용사 중에 한 사람이다.
트로이에서 귀환할 때 그는 풍랑을 만나 키프로스에 난파했고 거기서 아프로디테의 사원으로 유명한 파포스 마을을 발견했다.